# Campionatul Mondial de Scrimă din 2004
Campionatul Mondial de Scrimă din 2004 s-a desfășurat la New York City în Statele Unite. A fost organizat pentru probele care nu erau incluse în programul Jocurile Olimpice de vară din 2004 de la Atena, adică floretă feminin pe echipe și sabie feminin pe echipe.

## Rezultate

### Feminin
| Probă             | Aur                                                                                | Argint                                                                              | Bronz                                                                             |
| Floretă pe echipe | Italia Elisa Di Francisca Margherita Granbassi Giovanna Trillini Valentina Vezzali | România · Laura Badea · Roxana Scarlat · Cristina Stahl                             | Polonia Sylwia Gruchała Magdalena Mroczkiewicz Anna Rybicka Małgorzata Wojtkowiak |
| Sabie pe echipe   | Rusia Sofia Velikaia Ekaterina Fedorkina Elena Neceaeva                            | Statele Unite ale Americii Emma Baratta Emily Jacobson Sada Jacobson Mariel Zagunis | Franța Anne-Lise Touya Léonore Perrus Cécile Argiolas                             |

## Clasament pe medalii
| Loc | Țară                       | Aur | Argint | Bronz | Total |
| --- | -------------------------- | --- | ------ | ----- | ----- |
| 1   | Italia                     | 1   | 0      | 0     | 1     |
| 1   | Rusia                      | 1   | 0      | 0     | 1     |
| 3   | România                    | 0   | 1      | 0     | 1     |
| 3   | Statele Unite ale Americii | 0   | 1      | 0     | 1     |
| 5   | Franța                     | 0   | 0      | 1     | 1     |
| 5   | Polonia                    | 0   | 0      | 1     | 1     |